# Quilombo do Piolho
O Quilombo do Piolho ou do Quariterê foi um quilombo localizado no atual estado de Rondônia, no Brasil, na segunda metade  do século XVIII. O quilombo reuniu negros nascidos na África e no Brasil, índios, brancos e cafuzos (mestiços nascidos da união de negros e índios). Localizava-se as margens do rio Piolho (ou Quariterê).

## História
Acredita-se que o primeiro líder do Quilombo do Piolho tenha sido José Piolho. Com a sua morte, Teresa de Benguela, que era sua mulher, assumiu a liderança do quilombo. Em 1770, logo que a existência do quilombo ficou conhecida pelas autoridades coloniais, uma bandeira foi organizada para destruí-lo. A bandeira contava com trinta homens e vinha sob o comando de João Leme de Prado. A bandeira percorreu um mês de Vila Bela da Santíssima Trindade até o quilombo. A bandeira atacou o quilombo de surpresa e prendeu a maioria de seus moradores; outra parte foi morta durante o combate, e outra fugiu.
Aqueles que foram capturados, vieram a ser torturados em praça pública para servir de exemplo para aqueles que pretendiam se rebelar. Mais tarde, em 1791, uma nova bandeira foi organizada: desta vez, para capturar aqueles que tinham fugido do primeiro ataque ao Quilombo do Piolho. A nova bandeira tinha 45 homens e era comandada pelo alferes de dragão Francisco Pedro de Melo. Dessa vez, o Quilombo do Piolho foi completamente destruído. A fim de impedir novas revoltas e garantir os interesses de Portugal, foi construída, no local onde ficava o quilombo, a Aldeia da Carlota.